# Serpiente (género de videojuego)

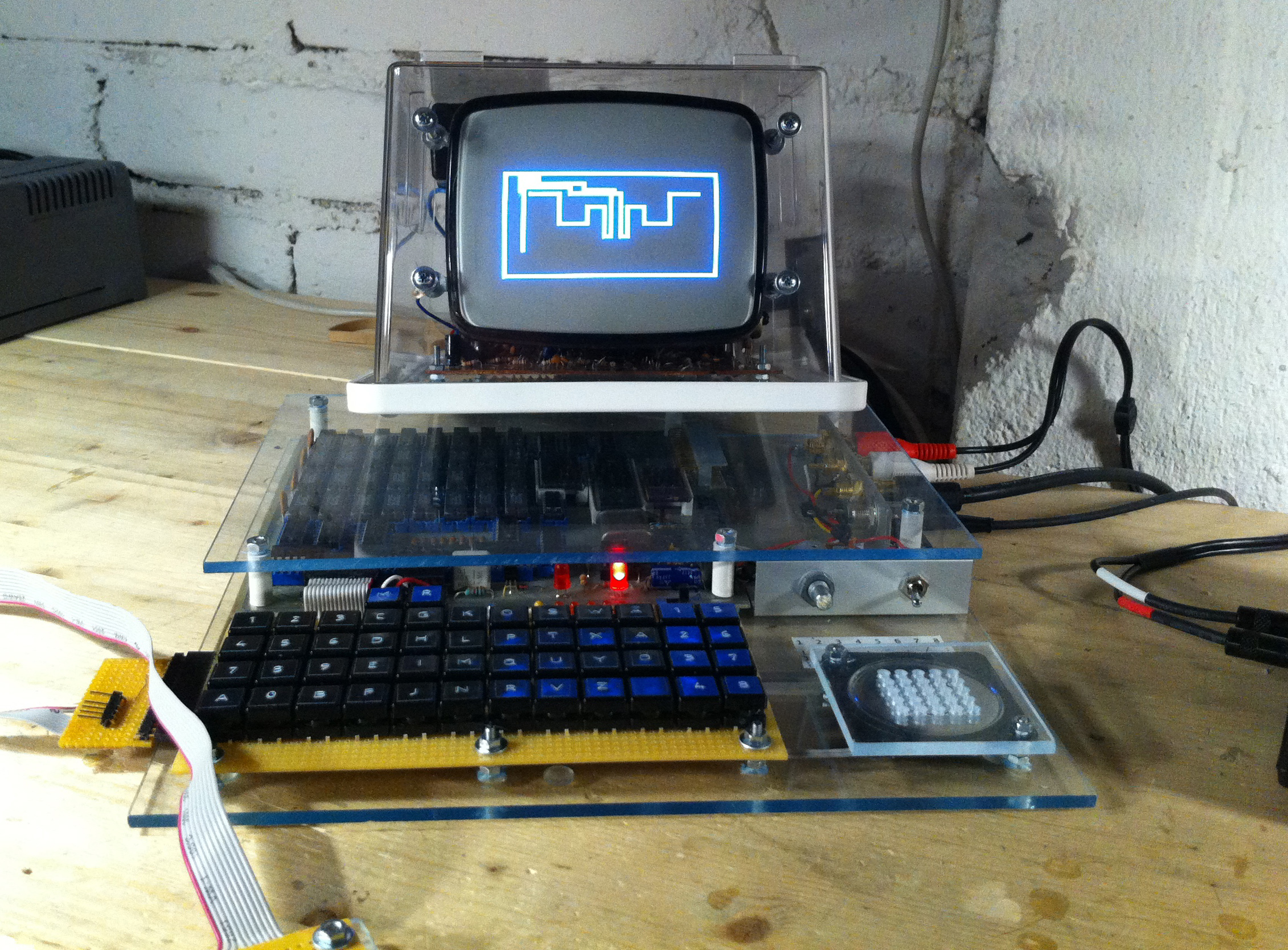
Snake en un Telmac 1800, CHIP-8, publicado en 1978.

El género «Serpiente» se corresponde a un tipo de videojuegos de acción en el que el jugador maniobra con una línea creciente, que se asemeja a una serpiente.
El jugador debe evitar que la serpiente choque contra obstáculos o se coma a sí misma, algo que se vuelve más difícil a medida que la serpiente se alarga. Se originó en el videojuego arcade para dos jugadores de 1976, Blockade, de Gremlin Industries, donde el objetivo es sobrevivir más tiempo que el otro jugador. El concepto evolucionó hasta convertirse en una variante para un solo jugador en la que la serpiente se hace más larga con cada trozo de comida ingerido, generalmente manzanas o huevos. La simplicidad y los bajos requisitos técnicos de los juegos de serpientes han dado lugar a cientos de versiones (algunas de las cuales tienen la palabra «serpiente» o  «gusano» en el título) para muchas plataformas.
El juego arcade Tron de 1982, basado en la película, incluye un juego de serpiente para el modo Light Cycle para un jugador, y algunos juegos de serpiente posteriores toman prestado el tema. Después de que una versión llamada simplemente Snake fuera precargada en los teléfonos móviles Nokia en 1998, hubo un resurgimiento del interés en los juegos de serpiente.

## Jugabilidad

Un juego para un jugador, donde tanto la cabeza como la cola se mueven, y cada elemento comido hace que la serpiente sea más larga.

El Blockade original de 1976 y sus numerosos clones son juegos para dos jugadores. Visto desde una perspectiva de arriba hacia abajo, cada jugador controla una «serpiente» con una posición inicial fija. La «cabeza» de la serpiente avanza continuamente, sin poder detenerse, y se hace cada vez más larga. Se puede dirigir en cuatro direcciones, hacia la izquierda, derecha, arriba y abajo, para evitar golpear las paredes y el cuerpo de cualquiera de las serpientes. El jugador que sobreviva más tiempo gana. Las versiones para un solo jugador son menos frecuentes y, en ocasiones, tienen una o más serpientes controladas por la máquina, como en el Light Cycle del juego arcade Tron de 1982.
En el juego para un solo jugador más común, la serpiente del jugador tiene una longitud determinada, por lo que la cola también se mueve. Cada objeto comido por la serpiente hace que la cola se alargue un punto. En Snake Byte la serpiente come manzanas. En Nibbler se muestra a la serpiente comiendo objetos abstractos en un laberinto.

## Historia

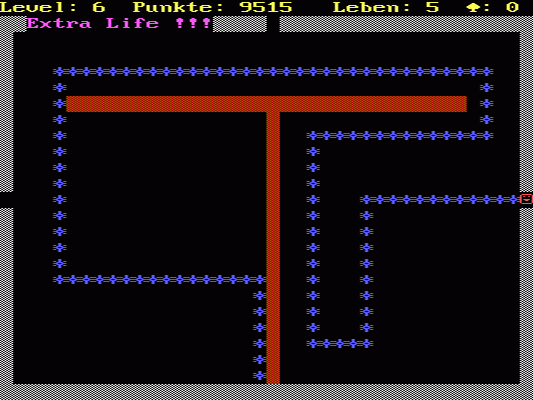
Snake en un PC IBM representado en modo texto.

El género de videojuegos de la serpiente comenzó con el videojuego arcade de 1976 Blockade, desarrollado y publicado por Gremlin Industries. Fue clonado como Bigfoot Bonkers el mismo año. En 1977, Atari, Inc. lanzó dos títulos inspirados en Blockade: el juego de arcade Dominos y el juego Atari VCS Surround. Surround fue uno de los nueve títulos de lanzamiento de Atari VCS en los EE. UU. y fue vendido por Sears bajo el nombre de Chase. Ese mismo año, se lanzó un juego similar para Bally Astrocade llamado Checkmate. Mattel lanzó Snafu para la consola Intellivision en 1982.
La primera versión conocida para PC de segunda generación, Worm, fue programada por Peter Trefonas para el TRS-80 y publicada por la revista CLOAD en 1978. El mismo autor hizo versiones para Commodore PET y Apple II. Milton Bradley publicó una versión autorizada del juego arcade Hustle, un clon de Blockcade, para la TI-99/4A en 1980.
El Snake Byte para un jugador se publicó en 1982 para las Atari de 8 bits, Apple II y VIC-20; una serpiente come manzanas para completar un nivel, aumentando su tamaño en el proceso. En Snake para BBC Micro (1982), de Dave Bresnen, la serpiente se controla utilizando las teclas de flecha izquierda y derecha en relación a la dirección en la que se dirige. La serpiente aumenta su velocidad a medida que se hace más larga, y solo tiene una vida.
Nibbler (1982) es un juego arcade para un jugador en el que la serpiente encaja perfectamente en un laberinto y la jugabilidad es más rápida que la de la mayoría de los diseños de serpientes. Otra versión para un jugador es parte del juego arcade Tron de 1982, con temática de motos de luz. Este último revitalizó el concepto de los videojuegos de la serpiente y muchos juegos posteriores tomaron prestado el tema del luces de neón.
A partir de 1991, Nibbles se incluyó en MS-DOS durante un período de tiempo como un programa de muestra de QBasic. En 1992, Rattler Race se lanzó como parte del segundo Microsoft Entertainment Pack. Este añade serpientes enemigas al juego habitual de comer manzanas.

## Legado
En 1996, Next Generation lo ubicó en el puesto número 41 de su «Top 100 juegos de todos los tiempos», citando la necesidad de reacciones rápidas y previsión. En lugar de un título para una versión específica, lo llamaron «Juego de la serpiente».
El 29 de noviembre de 2012, el Museo de Arte Moderno de la ciudad de Nueva York anunció que la versión de Nokia de Snake era uno de los 40 juegos que los profesionales deseaban añadir a la colección del museo en el futuro.